# Bad Blood (canção de Taylor Swift)
"Bad Blood" é uma canção da artista musical estadunidense Taylor Swift, contida em seu quinto álbum de estúdio, o 1989 (2014). Foi composta pela própria em conjunto com Max Martin e Shellback — sendo produzida pelos dois últimos. Em 17 de maio de 2015, a faixa foi lançada como o quarto single do disco em uma versão especial que apresenta o rapper Kendrick Lamar. A obra obteve avaliações mistas por parte dos críticos musicais, alguns apontaram-na como uma das piores do catálogo musical da intérprete. Comercialmente obteve êxito comercial ao atingir o primeiro lugar na Austrália, Canadá, Estados Unidos e Nova Zelândia, onde recebeu certificado de platina sêxtupla pela Recording Industry Association of America (RIAA). No Grammy Awards de 2016 foi indicada na categoria de "melhor performance de pop em duo ou grupo".
O videoclipe correspondente para "Bad Blood" foi dirigido pelo frequente colaborador de Swift, Joseph Kahn, e mostra a artista com um elenco composto por cantoras e modelos, no qual a mídia chamou de o "squad" de Swift. O videoclipe lhe rendeu um Grammy Award de "melhor videoclipe" e dois MTV Video Music Awards, o de "videoclipe do ano" e "melhor colaboração". A canção foi incluída no repertório recorrente de algumas turnês de Swift, entre elas a The 1989 World Tour (2015) e Reputation Stadium Tour (2018).

## Antecedentes e lançamento
O quinto álbum de estúdio de Taylor Swift, 1989, foi inspirado pelo synth-pop dos anos 1980. Na produção do álbum foram utilizados sintetizadores, bateria programada e vocais de apoio, um notável afastamento do antigo estilo musical de Swift, a música country. Em 1989, Swift e o produtor sueco Max Martin atuaram como produtores executivos. Martin e seu frequente colaborador Shellback produziram sete das treze canções da edição padrão do álbum, incluindo "Bad Blood". O álbum foi lançado em outubro de 2014, tendo um êxito comercial e crítico — vendendo mais de um milhão de cópias em sua semana de lançamento.
A Republic Records confirmou em abril de 2015 que um remix de "Bad Blood" seria lançada como a quarta música de trabalho do disco. A versão conta com a participação do rapper Kendrick Lamar, e foi lançada em 17 de maio de 2015 no formato de download digital pela Big Machine Records. O single foi lançado simultaneamente com o seu videoclipe, que estreou durante a cerimônia do Billboard Music Awards de 2015.

## Composição
|                                                    | "Bad Blood" Demonstração de 23 segundos de "Bad Blood". |
| Problemas para escutar este arquivo? Veja a ajuda. |                                                         |

Swift compôs "Bad Blood" sobre uma amiga musicista e revelou numa entrevista em 2014 ao Rolling Stone, que esta pessoa (que pensava ser sua amiga) tentou sabotar sua turnê contratando pessoas que trabalhavam para ela. No lançamento de 1989, vários meios de comunicação social especularam que Katy Perry era o tema da canção; Perry e Swift estavam envolvidas numa rixa que recebeu ampla atenção da mídia. Vários artigos de websites, revistas e jornais — incluindo o Time e The Washington Post — notaram semelhanças nos versos "Se você vive assim, você vive com fantasmas" de "Bad Blood", com o título da faixa "Ghost" contida no terceiro álbum de estúdio de Perry. Inicialmente, alguns críticos contemporâneos interpretaram "Bad Blood" como um romance impossível, tema central de 1989.
"Bad Blood" foi gravada no Conway Recording Studios em Los Angeles, e no MXM Studios em Estocolmo, Suécia. Mixada por Serban Ghenea, no Mixstar Studios em Virginia Beach, Virginia, e masterizada por Tom Coyne, no Sterling Sound Studio em Nova Iorque. Jem Aswad da Billboard, comparou as batidas da faixa com as do single "Hollaback Girl" (2005) de Gwen Stefani, enquanto Kitty Empire do The Observer, comparou a produção com a da cantora inglesa Charli XCX. O refrão de "Bad Blood" consiste em frases repetitivas, com em: "Agora temos uma rixa / Sabe, nós costumávamos ser loucas de amor" com vozes tensas. Swift ressente-se da sua antiga amiga por a ter traído, através dos versos "Esse tipo de ferida, dura" e "Band-aids não cobrem buracos de bala / Você pede desculpas só pelo show". A versão single de "Bad Blood" incorpora elementos de hip hop, com dois versos escritos e cantados por Lamar, com produção adicional de Ilya Salmanzadeh. O rapper terminou seus versos com Swift em um estúdio de gravação em Los Angeles. Disse à Rolling Stone, em 2017, que não tinha conhecimento da rixa entre Swift e Perry, dizendo: "Isso está muito longe das minhas preocupações, tenho de me manter afastado disso, com certeza".

## Análise crítica

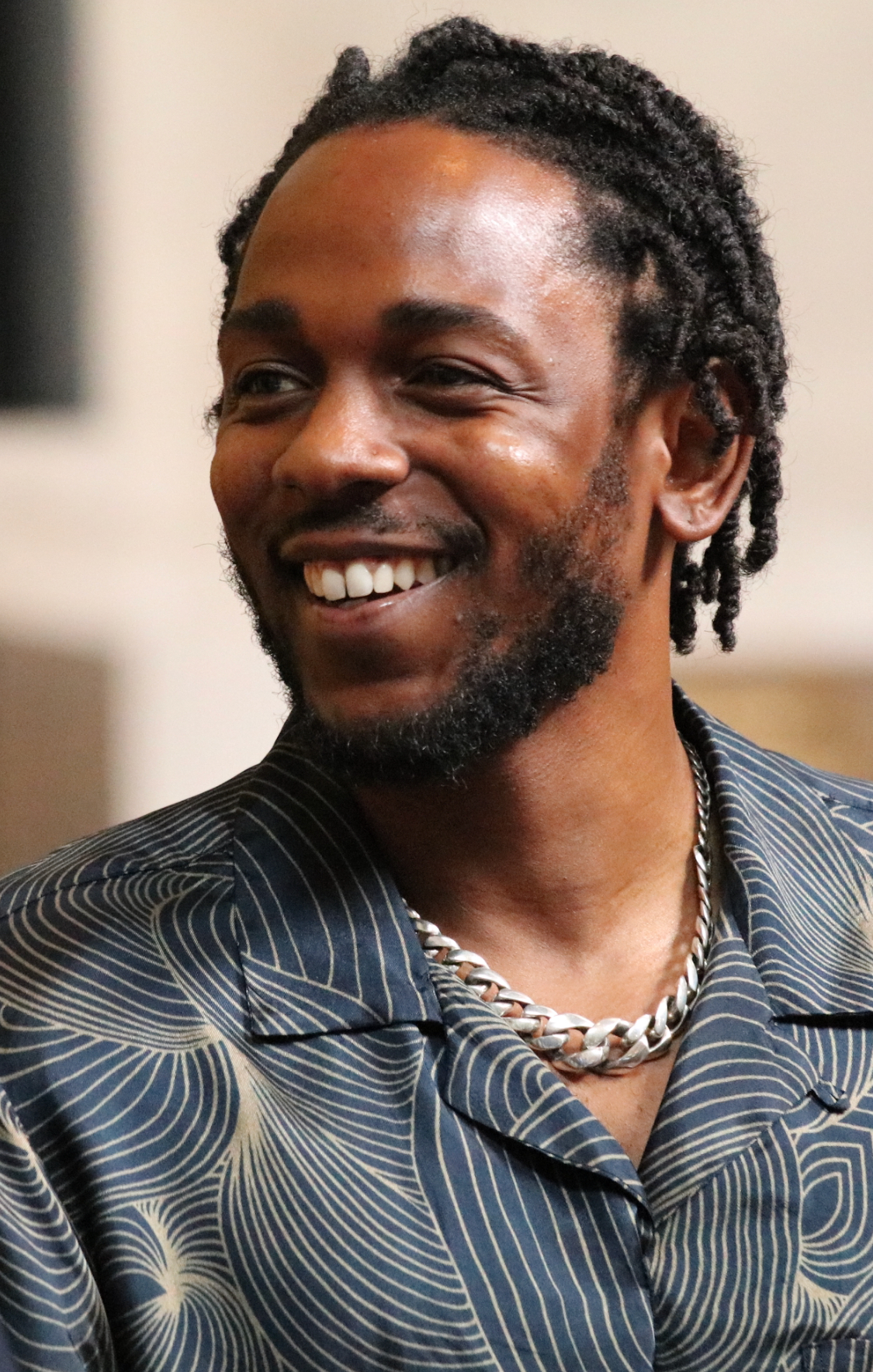
Alguns críticos contemporâneos elogiaram a participação de Kendrick Lamar (foto) na versão remixada.

A versão original de "Bad Blood" obteve uma recepção mista por parte dos críticos contemporâneos, muitos dos quais a chamaram de a mais fraca de 1989. Mike Diver da revista Clash, a descreveu como "cheia de clichês". Mikael Wood, do Los Angeles Times, considerou "Bad Blood" como genérica, onde Swift não expressou ser distinta e comparou o seu instrumental ao do single "Roar" (2013), de Katy Perry. Andrew Unterberger do Spin, considerou a faixa decepcionante, pois, não apresentava a escrita tradicionalmente vívida de Swift. Em sua resenha ao New York Magazine, Lindsay Zoladz sentiu que a canção era "sem sentido". De um lado mais positivo a escritora do The Quietus, Amy Pettifier, considerou "Bad Blood" uma das faixas de 1989 que estão "cheias de virtudes". Adam Markovitz da Entertainment Weekly, listou-a como uma das melhores músicas de 1989 e acreditava que havia potencial para tornar-se um sucesso comercial. As batidas de hip-hop contida na versão com Lamar foram elogiadas por Sasha Geffen, do website Consequence of Sound. A revista britânica Drowned in Sound, destacou a "rebeldia" da faixa que faz relembrar "icônicas bandas de música hardcore das quais você nunca ouviu falar".
Os versos e o instrumental retrabalhado na versão com Lamar obtiveram uma recepção crítica positiva. Nota de quatro estrelas e meias vieram de George Seabrook do The Edge, afirmando que a parceria é "gloriosa" e "intoxicante". Escrevendo para Rolling Stone, Rob Sheffield posicionou "Bad Blood" na 173.ª posição de sua lista retrospectiva de canções da cantora. Jane Song da Paste, escreveu que desejava "que a obra não tivesse sido lançada como single mesmo com a participação de Lamar". O escritor nova-iorquino Nate Jones do New York Magazine, colocou-a na 162.ª posição em sua lista das 179 canções da cantora, da pior à melhor.

### Prêmios e indicações
| Ano  | Premiação                          | Categoria                                         | Resultado | Ref.   |
| ---- | ---------------------------------- | ------------------------------------------------- | --------- | ------ |
| 2015 | American Music Awards              | Colaboração do Ano                                | Indicada  | [ 35 ] |
| 2015 | MTV Europe Music Awards            | Melhor Canção                                     | Venceu    | [ 36 ] |
| 2015 | MTV Europe Music Awards            | Melhor Videoclipe                                 | Indicada  | [ 36 ] |
| 2015 | MTV Europe Music Awards            | Melhor Colaboração                                | Indicada  | [ 36 ] |
| 2015 | MTV Video Music Awards             | Videoclipe do Ano                                 | Venceu    | [ 37 ] |
| 2015 | MTV Video Music Awards             | Melhor Colaboração                                | Venceu    | [ 37 ] |
| 2015 | MTV Video Music Awards             | Melhor Direção Artística                          | Indicada  | [ 37 ] |
| 2015 | MTV Video Music Awards             | Melhor Cinematografia                             | Indicada  | [ 37 ] |
| 2015 | MTV Video Music Awards             | Melhor Direção                                    | Indicada  | [ 37 ] |
| 2015 | MTV Video Music Awards             | Melhor Edição                                     | Indicada  | [ 37 ] |
| 2015 | MTV Video Music Awards             | Melhor Efeitos Visuais                            | Indicada  | [ 37 ] |
| 2015 | MTV Video Music Awards             | Canção do Verão                                   | Indicada  | [ 37 ] |
| 2015 | NRJ Music Awards                   | Videoclipe do Ano                                 | Venceu    | [ 38 ] |
| 2015 | Prêmios Teen Choice                | Melhor Canção                                     | Venceu    | [ 39 ] |
| 2015 | Prêmios Teen Choice                | Melhor Colaboração                                | Venceu    | [ 39 ] |
| 2015 | Prêmios Teen Choice                | Melhor Canção do Verão                            | Indicada  | [ 39 ] |
| 2015 | Telehit Awards                     | Videoclipe do Ano                                 | Venceu    | [ 40 ] |
| 2015 | UK Music Video Awards              | Melhor Videoclipe Pop — Internacional             | Venceu    | [ 41 ] |
| 2015 | UK Music Video Awards              | Melhor Estilo                                     | Venceu    | [ 41 ] |
| 2016 | BMI Pop Awards                     | Award-Winning Songs                               | Venceu    | [ 42 ] |
| 2016 | BMI Pop Awards                     | Compositora do Ano                                | Venceu    | [ 42 ] |
| 2016 | Grammy Awards                      | Melhor Performance de Pop em Duo ou Grupo         | Indicada  | [ 43 ] |
| 2016 | Grammy Awards                      | Melhor Videoclipe                                 | Venceu    | [ 43 ] |
| 2016 | iHeartRadio Music Awards           | Melhor Colaboração                                | Indicada  | [ 44 ] |
| 2016 | iHeartRadio MuchMusic Video Awards | Artista do Ano                                    | Indicada  | [ 45 ] |
| 2016 | iHeartRadio MuchMusic Video Awards | Melhor Artista ou Grupo Internacional em Destaque | Indicada  | [ 45 ] |
| 2016 | Myx Music Awards                   | Videoclipe Favorito                               | Venceu    | [ 46 ] |
| 2016 | Nickelodeon Kids' Choice Awards    | Música do Ano                                     | Indicada  | [ 47 ] |
| 2016 | Nickelodeon Kids' Choice Awards    | Colaboração Favorita                              | Indicada  | [ 47 ] |
| 2016 | People's Choice Awards             | Música Favorita                                   | Indicada  | [ 48 ] |
| 2016 | Radio Disney Music Awards          | Canção do Ano                                     | Venceu    | [ 49 ] |
| 2016 | Radio Disney Music Awards          | Melhor Música de Término                          | Venceu    | [ 49 ] |

## Videoclipe

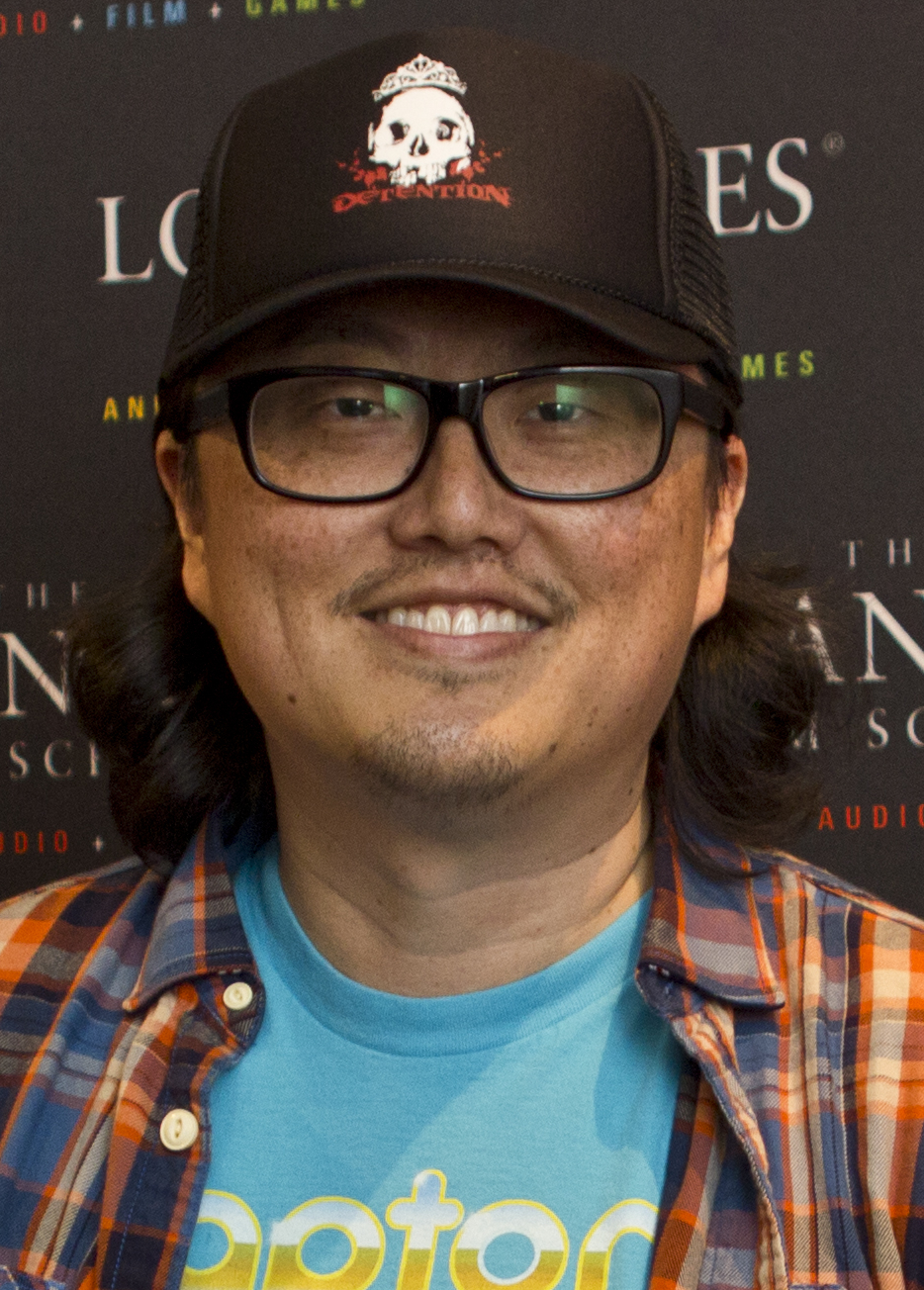
Joseph Kahn (foto) diretor do videoclipe de "Bad Blood".

O videoclipe de "Bad Blood" foi digirido por Joseph Kahn, frequente colaborador da cantora em direção de videoclipes. Produzido pela Los Angeles Center Studios e filmado no dia 12 de abril de 2015, o clipe estreou durante a abertura da cerimônia do Billboard Music Awards de 2015, e em 18 de maio — um dia após sua estreia na cerimônia — foi publicado oficialmente na plataforma audiovisual Vevo. Em menos de 24 horas o videoclipe bateu recordes de visualizações na plataforma — sendo visto 20,1 milhões de vezes, recorde previamente de Nicki Minaj, com "Anaconda".
O elenco do vídeo inclui (por ordem de apresentação): Catastrophe (Swift), Arsyn (Selena Gomez), Welvin da Great (Lamar), Lucky Fiori (Lena Dunham), The Trinity (Hailee Steinfeld), Dilemma (Serayah), Slay-Z (Gigi Hadid), Destructa X (Ellie Goulding), Homeslice (Martha Hunt), Mother Chucker (Cara Delevingne), Cut Throat (Zendaya), The Crimson Curse (Hayley Williams), Frostbyte (Lily Aldridge), Knockout (Karlie Kloss), Domino (Jessica Alba), Justice (Mariska Hargitay), Luna (Ellen Pompeo) e Headmistress (Cindy Crawford). A revista Rolling Stone descreveu o vídeo como "neo-noir futurista", devido às referências a filmes de ação Daniel D'Addario do Time, considerou a produção com a "mais bem produzida" da cantora, D'Addario ainda o comparou ao longa-metragem Sin City (2005). Na lista de "os clipes de música pop mais icônicos da década de 2010" do website PopSugar, "Bad Blood" aparece em nono lugar. Hannelore Roth, uma professora de literatura, argumentou que o elenco presente no vídeo impõe que o feminismo só é acessível a mulheres ricas e atraentes.

## Apresentações ao vivo, uso na mídia e regravações

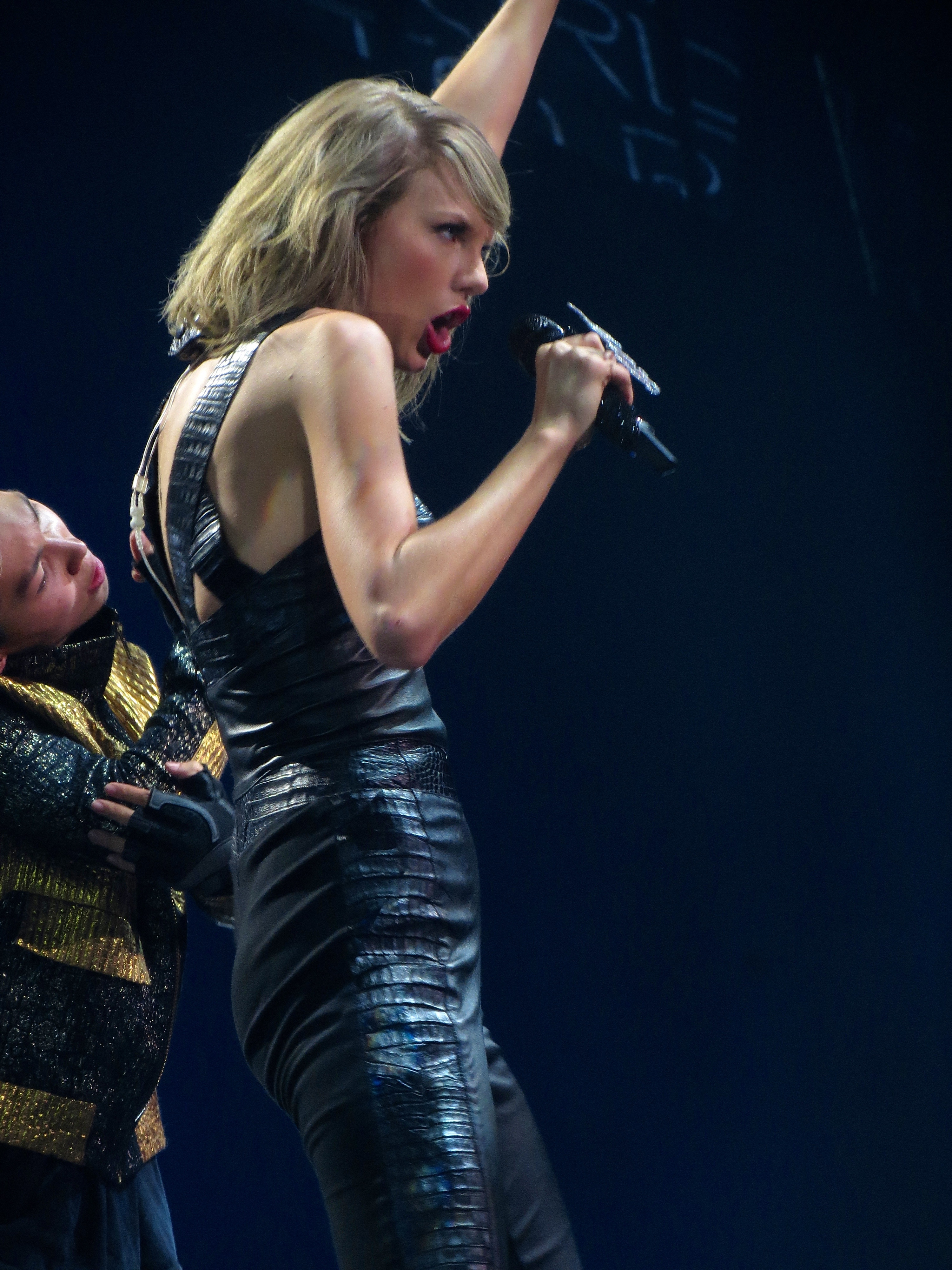
Swift apresentando "Bad Blood" em sua turnê mundial, a The 1989 World Tour

No MTV Video Music Awards de 2015, Swift e Nicki Minaj apresentam-se juntas na abertura da ceriônia, Minaj apresentou "Trini Dem Girls" e em seguida "The Night Is Still Young", encerrando a apresentação com "Bad Blood" ao lado de Swift. "Bad Blood" foi incluída no set list oficial da quarta turnê mundial da cantora, a The 1989 World Tour (2015). A canção também esteve presente no repertório da turnê Reputation Stadium Tour (2018), que foi apresentada como um medley com "Should've Said No".
A banda de rock inglesa Drenge fez um cover da obra ao vivo na BBC Radio 1 em 23 de junho de 2015. Uma párodia de "Bad Blood" (intitulada de "Bat Blood") foi feita pela websérie How It Should Have Ended, que satiriza a comercialização do filme estadunidense Batman v Superman: Dawn of Justice. O rapper canadense Drake cantou "Bad Blood" em um vídeo promocional da Apple Music para divulgar o serviço de streaming. Ryan Adams regravou a faixa em uma versão acústica e melosa, além disso o intérprete também regravou todas as faixas da edição padrão de 1989. O cover foi lançado como o primeiro e único single do disco, em 3 de setembro de 2015, e atingiu a 25.ª posição na tabela musical da Bélgica (Valónia), a Ultratop, e a 36.ª posição na Rock Airplay dos EUA. Depois de assinar um novo contrato com a Republic Records em 2018, Swift começou a regravar seus primeiros seis álbuns de estúdio em novembro de 2020. A decisão ocorreu após uma disputa pública em 2019 entre a cantora e o executivo da indústria musical Scooter Braun, que adquiriu a Big Machine Records, incluindo os masters dos álbuns dela que a gravadora lançou. Ao regravar os álbuns, Swift tinha propriedade total dos novos masters, o que lhe permitiu controlar o licenciamento de suas músicas para uso comercial e, portanto, substituiu os masters de propriedade da Big Machine. A regravação de "All You Had to Do Was Stay", com o subtítulo "Taylor's Version", foi lançada como parte da regravação de 1989, 1989 (Taylor's Version), em 27 de outubro de 2023.

## Créditos
Todo o processo de elaboração de "Bad Blood" atribui os seguintes créditos:
Gravação e publicação
- Gravada nos MXM Studios (Estocolmo)
- Mixada nos MixStar Studios (Virginia Beach, Virginia)
- Masterizada nos Sterling Sound (Nova Iorque)
- Publicada pelas seguintes empresas: Sony/ATV Tree Publishing (ASCAP), Taylor Swift Music (BMI) e MXM (ASCAP) (administrada pela Kobalt Songs Music Publishing, Inc.)

Equipe
- Taylor Swift: composição, vocalista principal, vocalista de apoio
- Kendrick Lamar:[a] composição, vocalista parcial, vocalista de apoio
- Max Martin: composição, produção, piano, teclados, programação
- Shellback: composição, produção, vocalista de apoio, guitarra acústica, baixo, teclados, percussão, programação, sons (joelhos e passos)
- Ilya Salmanzadeh:[a] produção, vocalista de apoio, programação
- Tom Coyne: masterização
- Serban Ghenea: mixagem
- John Hanes: engenharia de mixagem
- Peter Carlsson: engenharia de Pro Tools
- Michael Ilbert: gravação
- Sam Holland: gravação
- Cory Bice: assistência de gravação
- Ben Sedano: assistência de gravação

## Desempenho comercial
A versão solo de "Bad Blood" atingiu a 78.ª posição na Billboard Hot 100, permanecendo por duas semanas no gráfico. Quando foi lançada como single com a participação de Kendrick Lamar, alcançou a 53.ª posição na Hot 100 e a 28.ª na Digital Songs, com 47 mil cópias vendidas digitalmente. Em 24 de maio de 2015, a canção subiu 52 posições e chegou ao topo da Hot 100 marcando um dos maiores saltos na história do gráfico. O grande salto deu-se pelas 385 mil cópias e 18,1 milhões de reproduções em serviços de streaming de música. "Bad Blood" foi o quarto single de Swift e o terceiro do álbum 1989 que atingiu o primeiro lugar na Hot 1000, fazendo da cantora a primeira artista desde Adele a colocar três canções de um mesmo disco no topo da parada. A obra caiu para a segunda colocação após passar uma semana no topo, passando cinco semanas consecutivas no segundo lugar.
"Bad Blood" foi a décima canção mais vendida em 2015 nos Estados Unidos, com 2,584 milhões de cópias vendidas digitalmente. O single foi certificado pela Recording Industry Association of America (RIAA) com disco de platina sêxtupla, e até julho de 2019, havia vendido 3,2 milhões de unidades digitais no território estadunidense.

### Posições nas tabelas musicais
| Tabela musical (2015—16)                          | Melhor posição |
| ------------------------------------------------- | -------------- |
| África do Sul (EMA)                               | 2              |
| Alemanha (Media Control Charts)                   | 29             |
| Austrália (ARIA)                                  | 1              |
| Áustria (Ö3 Austria Top 40)                       | 22             |
| Bélgica (Ultratop 50 de Flandres)                 | 26             |
| Bélgica (Ultratop 40 da Valônia)                  | 26             |
| Brasil (Top 100 Brasil)                           | 81             |
| Canadá (Billboard AC)                             | 27             |
| Canadá (Canadian Hot 100)                         | 1              |
| Canadá (Billboard CHR/Top 40)                     | 1              |
| Canadá (Billboard Hot AC)                         | 1              |
| Chéquia (Rádio Top 100)                           | 29             |
| Escócia (Official Charts Company)                 | 1              |
| Espanha (PROMUSICAE)                              | 13             |
| Eslováquia (Rádio Top 100)                        | 65             |
| Estados Unidos (Billboard Adult Contemporary)     | 9              |
| Estados Unidos (Billboard Adult Pop Songs)        | 1              |
| Estados Unidos (Billboard Dance Club Songs)       | 37             |
| Estados Unidos (Billboard Dance/Mix Show Airplay) | 5              |
| Estados Unidos (Billboard Hot 100)                | 1              |
| Estados Unidos (Billboard Mainstream Top 40)      | 1              |
| Estados Unidos (Billboard Rhythmic Songs)         | 6              |
| Finlândia (Musiikkituottajat)                     | 5              |
| França (SNEP)                                     | 14             |
| Grécia (Greece Digital Songs)                     | 2              |
| Hungria (MAHASZ)                                  | 10             |
| Irlanda (IRMA)                                    | 8              |
| Itália (FIMI)                                     | 93             |
| Japão (Japan Hot 100)                             | 20             |
| Líbano (Lebanese Top 20)                          | 4              |
| México (Mexico Airplay)                           | 35             |
| Nova Zelândia (Recorded Music NZ)                 | 1              |
| Países Baixos (MegaCharts)                        | 33             |
| Reino Unido (Official Charts Company)             | 4              |
| Suécia (Sweden Digital Songs)                     | 2              |
| Suíça (Schweizer Hitparade)                       | 28             |
| União Europeia (Euro Digital Songs)               | 2              |

| Tabela musical (2015)                             | Melhor posição |
| ------------------------------------------------- | -------------- |
| Austrália (ARIA)                                  | 18             |
| Canadá (Canadian Hot 100)                         | 11             |
| Estados Unidos (Billboard Adult Contemporary)     | 20             |
| Estados Unidos (Billboard Adult Pop Songs)        | 11             |
| Estados Unidos (Billboard Dance/Mix Show Airplay) | 28             |
| Estados Unidos (Billboard Hot 100)                | 15             |
| Estados Unidos (Billboard Mainstream Top 40)      | 4              |
| Estados Unidos (Billboard Rhythmic Songs)         | 33             |
| Hungria (MAHASZ)                                  | 91             |
| Reino Unido (Official Charts Company)             | 88             |
| Tabela musical (2016)                             | Melhor posição |
| Brasil (Top 100 Brasil)                           | 81             |

| Região                                                                                                  | Certificação | Vendas    |
| --- | ------------ | --------- |
| Austrália (ARIA)                                                                                        | 3× Platina   | 210,000^  |
| Canadá (Music Canada)                                                                                   | 3× Platina   | 240,000*  |
| Estados Unidos (RIAA)                                                                                   | 6× Platina   | 3,200,000 |
| Noruega (IFPI Noruega)                                                                                  | Platina      | 60,000    |
| Nova Zelândia (RMNZ)                                                                                    | Ouro         | 7,500*    |
| Reino Unido (BPI)                                                                                       | Platina      | 600,000   |
| *números de vendas baseados somente na certificação ^números de vendas baseados somente na certificação |              |           |

## Histórico de lançamento
| País           | Data                | Formato           | Gravadora             |
| -------------- | ------------------- | ----------------- | --------------------- |
| Estados Unidos | 17 de maio de 2015  | Download digital  | Big Machine           |
| Estados Unidos | 19 de maio de 2015  | Rádios mainstream | Big Machine, Republic |
| Itália         | 12 de junho de 2015 | Rádios mainstream | Universal             |